# Кузнецов, Иван Михайлович (генерал-майор)
Ива́н Миха́йлович Кузнецо́в (2 декабря 1894, Санкт-Петербург — 7 марта 1977, Москва) — советский военачальник, генерал-майор. Участник Великой Отечественной войны. В период войны был командиром 163-й моторизованной дивизии, 254-й, 360-й стрелковых дивизий, начальником отдела боевой подготовки, заместителем начальника штаба армии 4-й ударной армии, заместителем командира 83-го стрелкового корпуса. Участник оброны Ленинграда и Москвы.

## Биография
Родился 2 декабря 1894 года в Санкт-Петербурге. Окончил в 1913 году гимназию. 1 июля 1915 года был призван в армию, в 1916 году окончил школу прапорщиков. Участник Первой мировой войны.
С 1918 года служил в Рабоче-Крестьянской Красной Армии. Участник гражданской войны. Член ВКП (б) (КПСС) с 1928 года.

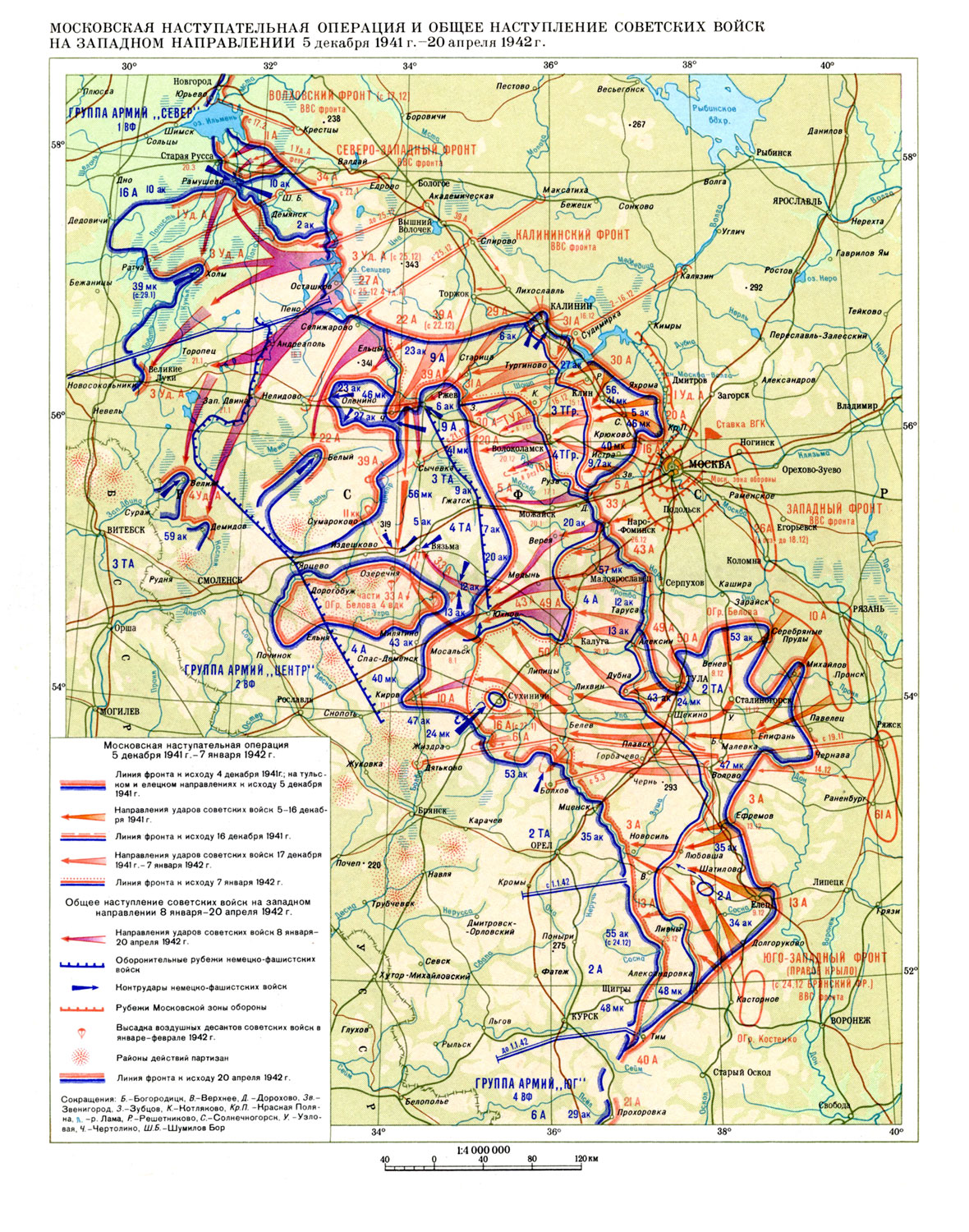
Битва за Москву. Наступление 4-й ударной армии

До Великой Отечественной войны И. М. Кузнецов прошёл путь от командира взвода до помощника начальника отдела штаба округа и командира дивизии.
В 1935 году окончил Военную академию им. М, В. Фрунзе.

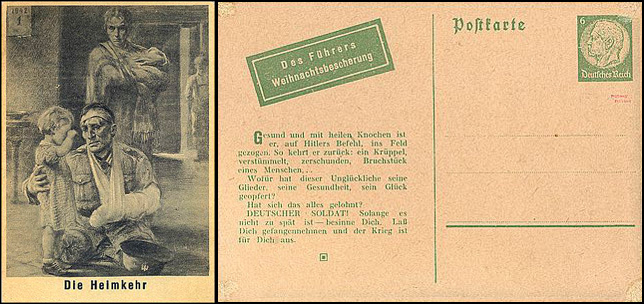
Рождественская почтовая открытка, напечатанная в СССР в декабре 1941 г. во время битвы за Москву, призывающая немецких солдат сдаваться в плен

В период Великой Отечественной войны командовал 163-й моторизованной (04.06.1940 — 18.09.1941), 254-й стрелковой (15.10.1941 — 16.11.1941), а затем 360-й дивизией (01.01.1942 — 31.03.1942).
Звание генерала-майора И. М. Кузнецову было присвоено 4 июня 1940 года. Начало войны он встретил в летних лагерях в Острове — дивизия находилась на переформировании в Пскове и Черёхе.
В июне-сентябре 1941 года командовал 163-й моторизованной дивизией. С 12 по 25 августа 1941 года дивизия участвовала в нанесении контрудара по противнику в районе Старой Руссы, в результате были отвлечены силы 4-й немецкой танковой группировки, наступавшей на Ленинград. Несмотря на тяжелые потери, советские войска продолжали держать оборону. 15 августа 1941 года Гитлер приказал группе армии «Центр» временно прекратить дальнейшее наступление на Москву и из состава 3-й танковой группировки передать группе армии «Север» один танковый корпус.
1 января 1942 года был назначен командиром 360-й стрелковой дивизии (13.01.1942-27.02.1942), сформированной в сентябре-октябре 1941 года в Оренбургской области из жителей Оренбургской области и Башкирской АССР. Дивизия держала оборону под Москвой с 2 декабря 1941 года до конца декабря 1941 года, затем была переброшена на левый, южный фланг Северо-Западного фронта, где 25 декабря 1941 года была включена в состав 4-й ударной армии. Участвовала в Торопецко-Холмской наступательной операции (08.01-06.02.1942, см.Битва за Ржев). Затем до поздней осени 1942 года занимала позиционную оборону (с 22 января 1942 года- Калининский фронт).
Затем генерал-майор Кузнецов был назначен начальником отдела боевой подготовки 4-й ударной армии, позже заместителем начальника штаба армии. Конец войны И. М. Кузнецов встретил в Прибалтике заместителем командира 83-го стрелкового корпуса, участвовавшего в разгроме Курляндской группировки сил противника.
После Великой Отечественной войны продолжил службу в рядах Советской Армии в качестве начальника штаба стрелкового корпуса, начальника военной кафедры гражданского вуза, начальника ОКУОС.
В 1958 году генерал- майор И. М. Кузнецов был уволен в запас.
Умер в 7 марта 1977 году в Москве, похоронен на Введенском кладбище.

## Награды
- Орден Ленина
- Четыре ордена Боевого Красного Знамени
- Орден Кутузова ? ст.
- Орден Отечественной войны ? ст. и другие (доп.информация о И. М. Кузнецове пока не опублкована на сайтах «Память народа» и «Награды ВОВ»)